# آن آربر

موقع مدينة آن آربر في ولاية ميشيغان

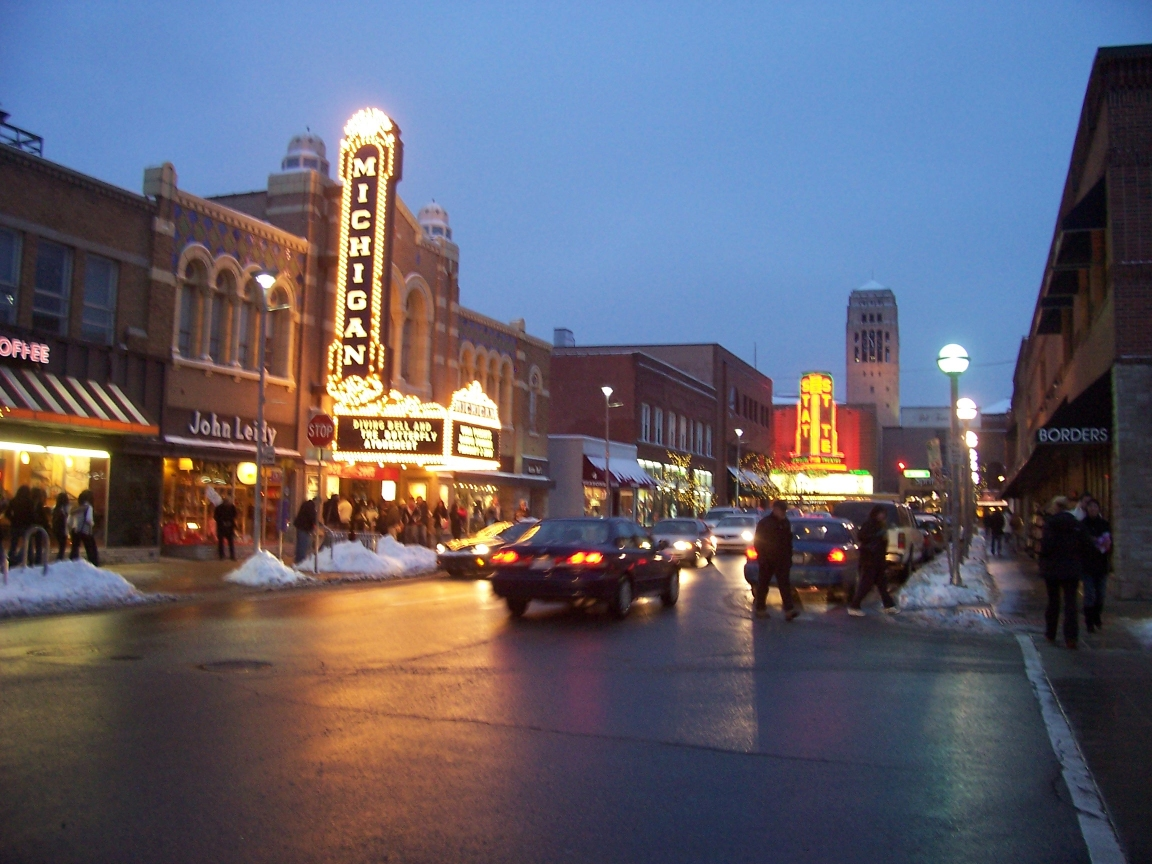
شارع ليبرتي في آن آربر

آن آربر (بالإنجليزية: Ann Arbor) هي مدينة في ولاية ميشيغان الأمريكية ومقر مقاطعة واشتيناو. بلغ عدد سكانها 113٬934 نسمة بحسب تعداد عام 2010، مما يجعلها سادس أكبر مدينة في ميشيغان.
تم تأسيس المدينة عام 1824، وهناك نظرية تُرجح أنها سميت بهذا الاسم نسبةً إلى زوجتي مؤسسا المدينة اللتان كان اسميهما «آن». تقع في المدينة جامعة ميشيغان التي نُقِلت من ديترويت إلى آن آربر عام 1837، وتلعب الجامعة في الوقت الحاضر دوراً حيوياً في اقتصاد المدينة فهي من الدعامات الاقتصادية للمدينة، حيث يعمل فيها ما يناهز 30,000 شخص ومنهم حوالي 12,000 يعملون في المركز الطبي التابع للجامعة. كما يلعب القطاع التقني المتقدم دوراً محورياً في اقتصاد المدينة لوجود العديد من الشركات التي اتخذت من المدينة مقراً لها حيث تعتمد على أبحاث الجامعة وخريجيها فشكلت البنية التحتية البحثية والتطويرية لجامعة ميشيغان عامل جذب للكثير من هذه الشركات.
شهدت المدينة من الناحية التاريخية نمواً كبيراً خلال القرنين التاسع عشر والعشرون، إلَّا خلال فترة مجاعة التي وقعت عام 1873. حظيت آن آربر خلال فترة ستينيات وسبعينيات القرن الماضي بشعبية كبيرة كونها مركز للسياسة اليسارية، كما أصبحت بؤرةً للنشاط السياسي في لنشاطها في الحركة المعارضة للتدخل الأمريكي في حرب فيتنام وكذلك لنشاطها في دعم تشريع القنب الهندي.

## التاريخ
تم تأسيس المدينة عام 1824 بواسطة جون الين وإليشا رمزى. في 25 مايو 1824. هناك العديد من النظريات المتعلقة بتسمية المدينة ومنعا أن جون وإليشا قرروا تسمية المستوطنة بأسماء زوجاتهم، وكذلك لوجود غابا البلوط التي كانت تشكل 640 فدان من مساحة المستوطنة التي شروها من الحكومة بثمانمئة دولار أي 1.25 دولار للفدان.السكان الأصليين وهم الأجيبوي سموا المدينة باسم kaw-goosh-kaw-nick بسبب الصوت الذي كانت تصدرة منشرة جون .
أصبحت المدينة مقر مقاطعة شتنو في عام 1827. ثم أدرجت كقرية عام 1833

## التركيبة السكانية
| الفئة العرقية                 | 2010  | 1990  | 1970 | 1940  |
| ----------------------------- | ----- | ----- | ---- | ----- |
| بيض                           | 73.0% | 82.0% | 91%  | 95.5% |
| —بيض غير هسبانيون             | 70.4% | 80.4% | -    | -     |
| سود أو أمريكيون أفارقة        | 7.7%  | 9.0%  | 6.7% | 4.1%  |
| هسبان أو لاتينيون (من أي عرق) | 4.1%  | 2.6%  | 1.3% | -     |
| أمريكيون آسيويون              | 14.4% | 7.7%  | 1.5% | 0.3%  |

قام مكتب تعداد الولايات المتحدة بتحديد بيانات التركيبة السكانية لآن آربرفي تعداد الولايات المتحدة. في ما يلي، التركيبة السكانية حسب تعدادي 2000 و2010.

### تعداد عام 2000
بلغ عدد سكان أنمور 685 نسمة بحسب تعداد عام 2000، وبلغ عدد الأسر 270 أسرة وعدد العائلات 186 عائلة مقيمة في البلدة.
وتوزع التركيب العرقي للبلدة بنسبة 97.08% من البيض و 0.15% من الأمريكيين الأصليين و 0.88% من الأمريكيين ذوي الأصول الآسيوية و 1.17% من الأمريكيين الأفارقة و 0.73% من عرقين مختلطين أو أكثر.
بلغ عدد الأسر 270 أسرة كانت نسبة 31.1% منها لديها أطفال تحت سن الثامنة عشر تعيش معهم، وبلغت نسبة الأزواج القاطنين مع بعضهم البعض 49.6% من أصل المجموع الكلي للأسر، ونسبة 13.7% من الأسر كان لديها معيلات من الإناث دون وجود شريك، وكانت نسبة 31.1% من غير العائلات. تألفت نسبة 25.9% من أصل جميع الأسر من أفراد ونسبة 13.0% كانوا يعيش معهم شخص وحيد يبلغ من العمر 65 عاماً فما فوق. وبلغ متوسط حجم الأسرة المعيشية 3.10، أما متوسط حجم العائلات فبلغ 2.54.
بلغ العمر الوسطي للسكان 34 عاماً. وكانت نسبة 24.8% من القاطنين تحت سن الثامنة عشر، وكانت نسبة 11.1% بين الثامنة عشرة والأربعة وعشرين عاماً، ونسبة 28.2% كانت واقعةً في الفئة العمرية ما بين الخامسة والعشرين والأربعة وأربعين عاماً، ونسبة 21.2% كانت ما بين الخامسة والأربعين والرابعة والستين، ونسبة 14.7% كانت ضمن فئة الخامسة والستين عاماً فما فوق. يوجد لكل 100 أنثى 95.7 ذكر، ويوجد لكل 100 أنثى في الثامنة عشر من عمرها فما فوق 92.9 ذكر.
بلغ متوسط دخل الأسرة في البلدة 25,000 دولار، أما متوسط دخل العائلة فبلغ 26,705 دولار. وكان متوسط دخل الذكور 22,500 دولار مقابل 20,000 دولار للإناث. وسجل دخل الفرد الخاص بالبلدة 10,948 دولار. وكانت نسبة 23.0% من العائلات ونسبة 27.1% من السكان تحت خط الفقر، وكان من هؤلاء نسبة 39.6% تحت سن الثامنة عشر ونسبة 5.9% في الخامسة والستين من العمر وما فوق.

### تعداد عام 2010
بلغ عدد سكان أنمور 770 نسمة بحسب تعداد عام 2010، وبلغ عدد الأسر 303 أسرة وعدد العائلات 197 عائلة مقيمة في البلدة. في حين سجلت الكثافة السكانية 726.4 نسمة لكل ميل مربع (280.5/كم2). وبلغ عدد الوحدات السكنية 343 وحدة بمتوسط كثافة قدره 323.6 لكل ميل مربع (124.9/كم2).
وتوزع التركيب العرقي للبلدة بنسبة 97.0% من البيض و 0.4% من الأمريكيين الأصليين و 0.4% من الأمريكيين ذوي الأصول الآسيوية و 1.3% من الأمريكيين الأفارقة و 0.9% من عرقين مختلطين أو أكثر.
بلغ عدد الأسر 303 أسرة كانت نسبة 38.3% منها لديها أطفال تحت سن الثامنة عشر تعيش معهم، وبلغت نسبة الأزواج القاطنين مع بعضهم البعض 39.3% من أصل المجموع الكلي للأسر، ونسبة 21.1% من الأسر كان لديها معيلات من الإناث دون وجود شريك، بينما كانت نسبة 4.6% من الأسر لديها معيلون من الذكور دون وجود شريكة وكانت نسبة 35.0% من غير العائلات. تألفت نسبة 29.7% من أصل جميع الأسر من أفراد ونسبة 13.2% كانوا يعيش معهم شخص وحيد يبلغ من العمر 65 عاماً فما فوق. وبلغ متوسط حجم الأسرة المعيشية 3.17، أما متوسط حجم العائلات فبلغ 2.54.
بلغ العمر الوسطي للسكان 32 عاماً. وكانت نسبة 27.7% من القاطنين تحت سن الثامنة عشر، وكانت نسبة 10.5% بين الثامنة عشرة والأربعة وعشرين عاماً، ونسبة 27.2% كانت واقعةً في الفئة العمرية ما بين الخامسة والعشرين والأربعة وأربعين عاماً، ونسبة 23.3% كانت ما بين الخامسة والأربعين والرابعة والستين، ونسبة 11% كانت ضمن فئة الخامسة والستين عاماً فما فوق. وتوزع التركيب الجنسي للسكان بنسبة 46.4% ذكور و53.6% إناث.

## النقل

### الطرق
تتميز شوارع وسط المدينة بتصميمها الشبكي فيما يقل شيوع هذا النمط في المناطق المحيطة. تتفرع الطرق الكبرى من منطقة وسط المدينة إلى الطرق السريعة المحيطة بها في شكلٍ يشبه تفرع قضبان العجلة عن مركزها. يصل بالمدينة ثلاثة طرق سيارة: أولها هو الطريق «I-94» الذي يسير بمحاذاة الأجزاء الجنوبية والغربية من المدينة، وثانيها هو الطريق السريع «US 23» والذي يسير بصورة رئيسية محاذياً للطرف الشرقي من المدينة، وثالثها هو الطريق السريع «M-14» الذي يسير بمحاذاة الطرف الشمالي من المدينة. ومن الطرق السريعة الأخرى القريبة يوجد الطريق السريع «US 12»، والطريق السريع «M-17»، والطريق السريع «M-153». تؤدي عدة خطوط مواصلات كبرى إلى الخط «I-94/M-14» التبادلي غرباً، والطريق السريع «US 23» شرقاً، ومناطق المدينة الجنوبية. كما للمدينة منظومة من الطرق والممرات الخاصة بسير الدراجات الهوائية.

### الباصات
يوجد في المدينة شبكة باصات عامة تقدم خدماتها في جميع أرجاء المدينة وفي مدينة ايبسيلانتي المجاورة. كما توجد باصات نقل عام مجانية تعمل ضمن حرم جامعة ميشيغان وتنقل الطلاب بين مباني الجامعة المختلفة. ويوجد مواقف للباصات ما بين آن آربر ومدينة تشيلسي وبلدية كانتون.

### المطارات
يوجد في المدينة مطار بلدية آن آربر (إياتا: ARB، إيكاو: KARB) وهو مطار صغير يقع جنوبي أكبر مطار دولي في المنطقة ألا وهو مطار ديترويت، ويبعد مسافة حوالي 40 كـم (25 ميل) شرقي مدينة رومولوس. بينما يعمل مطار ويلو رن (إياتا: YIP، إيكاو: KYIP) الواقع شرقي المدينة بالقرب من مدينة ايبسيلانتي على تقديم خدمات الشحن والطيران العام للعملاء.

### السكك الحديدية
كانت المدينة فيما مضى مركزاً حيوياً هاماً للنقل بالسكك الحديدية ولا سيما خط الشحن التجاري الواصل ما بين مدينة توليدو والموانئ الواقعة شمالي شيكاغو. كما قدم خط آن أربر للسكك الحديدية خدماته للعامة خلال الفترة من عام 1878 حتى عام 1950.

## المدن الشقيقة
لدى آن آربر سبعة مدن شقيقة:
- توبينغن، بادن-فورتمبيرغ، ألمانيا (منذ 1965)
- مدينة بليز، بليز (منذ 1967)
- هيكونا، اليابان (منذ 1969). تقوم المدارس في آن آربر وهيكونا بإجراء تبادلات طلابية ثقافية بصورة منتظمة.[28][29]
- بيتيربوروغ، أونتاريو، كندا (منذ 1983)
- غويغالبا، تشونتالس، نيكارغوا (منذ 1986)
- داكار، السنغال (منذ 1997)
- ريميديوس، كوبا (منذ 2003)

## وصلات خارجية
- الموقع الرسمي للمدينة (بالإنجليزية)
- مكتب مؤتمر وزيارة آن آربر (بالإنجليزية)
- ArborWiki – موقع ويكي خاص بالمدينة (بالإنجليزية)